# 大湖 (宜蘭縣)
大湖，是台灣宜蘭縣員山鄉的一個傳統地域名稱，位於該鄉中部偏東。相較於今日行政區，其範圍大致包括湖東村南半部、湖北村、逸仙村東半部、湖西村東部中段。

## 歷史
台灣清治末期，大湖地區為一街庄，稱為「大湖庄」，隸屬於員山堡。該庄昔日東北與內員山庄為鄰，東南隔宜蘭河與三鬮庄為界，其餘西南邊、西邊、北邊均為蕃地。
1901年（日治明治三十四年）11月，廢縣廳改設二十廳，該庄隸屬於宜蘭廳，編入第八區。1905年（明治三十八年）7月，第八區改名「內員山區」。1909年（明治四十二年）10月，合併二十廳為十二廳，該庄仍隸屬於宜蘭廳。1920年（大正九年），廢十二廳改設五州二廳，該庄改制為「大湖」大字，隸屬於臺北州宜蘭郡員山庄，大字下有「大湖」、「隘界」、「茄苳林」、「雙連埤」小字名。
戰後員山庄改制為員山鄉，隸屬於臺北縣，大字改制為村。1950年10月，北、基、宜分治，員山鄉改隸屬於宜蘭縣。

## 聚落
本地區發展較早的聚落有茄苳林、大湖、隘界等，在日治期初期的官方地圖上已有記載。此外，本地區尚有鼻仔頭、彎底、湖底、圳頭、二湖、蜊埤等聚落。

## 交通
省道台7丁線（隘界路、大湖路、茄苳路）是員山雙連埤至宜蘭市區的道路，大致以西北西－東南東走向轉西南西－東北東走向蜿蜒經過大湖地區。由該道路向西北西可前往雙連埤，向東北東轉北北西再轉東北可前往內員山、結頭分、新城，再轉東南可前往宜蘭市區並止於省道台7線本線路口。
鄉道宜18-2線（大安路）是大湖至再連的道路，其北側端點位於本地區中部省道台7丁線路口。由此向南南西轉東南東再轉南南西再轉南南東再轉南出境後可前往三鬮，至鄉道宜18線（內城路）轉東北東向其共線，至八甲路轉東南獨行後再轉東後轉東北東，經省道台7線路口至尚深路轉南南東可前往深溝東部、溪洲西部，再轉西可前往中溪洲的葫蘆堵、洲仔西部的上深溝並止於省道台7線另一路口。

## 學校
- 宜蘭縣大湖國民小學（页面存档备份，存于）

## 文化資產
- 周振東武舉人宅遺蹟（縣定古蹟）